# Německá olympiáda
Německá olympiáda je neoficiální název Soutěže v jazyce německém. Garantem soutěže je v současné době Národní institut dětí a mládeže MŠMT, který je garantem také dalších jazykových soutěží (angličtina, francouzština, ruština, španělština a latina).
Soutěž je určena dětem ve věku cca 15 let a studentům středních škol ve věku cca 17 let.

## Charakteristika soutěže
Soutěž je svým zaměřením konverzační a obsahuje test poslechu s porozuměním, rozhovor se členy poroty a řešení jazykové situace (zpravidla na základě obrázku).
V současné době ubývá na školách výuky němčiny (ve prospěch angličtiny), což se projevuje v klesajícím počtu účastníků. Přesto je účast stále dost vysoká.

## Soutěžní kategorie
Soutěž v jazyce německém se dělí do kategorií podle věku účastníků a podle učební dotace hodin němčiny na příslušné škole. Odlišují se základní školy od víceletých gymnázií a základních škol s rozšířenou výukou jazyků. 
Samostatná kategorie je určena pro žáky a studenty, kteří delší dobu pobývali v německy mluvících zemích nebo pocházejí z bilingvního prostředí.  Jde o specifikum soutěže v němčině zapříčiněné těsnou vazbou českého a německého prostředí. V ostatních jazykových soutěží není obdobná kategorie potřeba.

## Organizace soutěže
Soutěž probíhá ve čtyřech postupových kolech: školním, okresním, krajském a celostátním. (Nejnižší kategorie probíhá pouze ve dvou kolech.) Zadání všech soutěžních kol vytváří Ústřední komise Soutěže v jazyce německém. Komise spolu se zástupci NIDM také organizuje celostátní kolo, které se tradičně koná v Goethe Institutu v Praze a účastní se jej okolo 70 nejlepších žáků a studentů z celé České republiky.